# Paramolgus orientalis
Paramolgus orientalis is een eenoogkreeftjessoort uit de familie van de Rhynchomolgidae. De wetenschappelijke naam van de soort is voor het eerst geldig gepubliceerd in 2010 door Choe & I.H. Kim.